# Migas a la alentejana

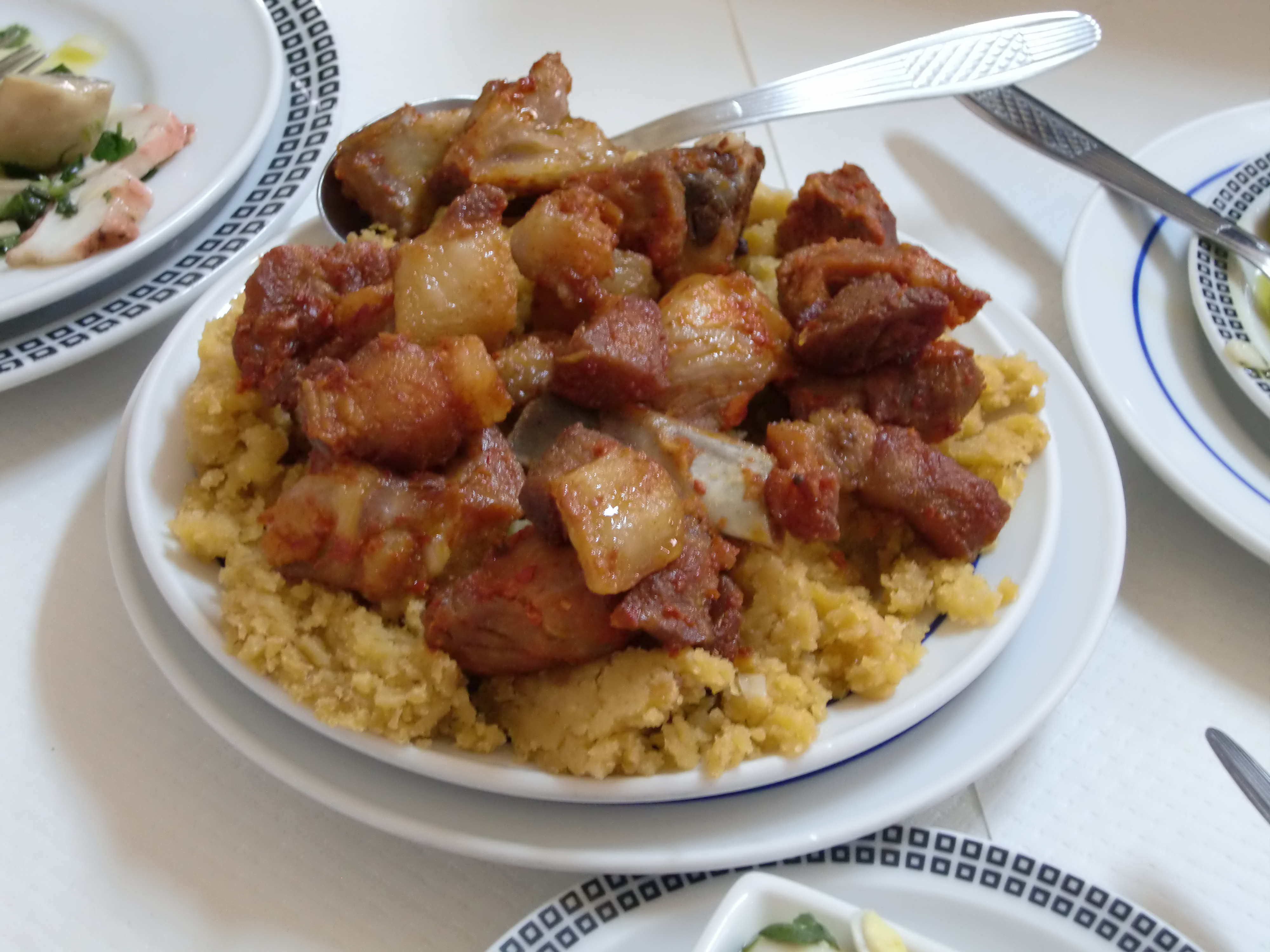
Migas a la alentejana.

Las migas a la alentejana (en portugués migas à alentejana) constituyen uno de los más conocidos platos de la gastronomía del Alentejo (región de Portugal). Tal y como las açordas y otros platos de esta región, el ingrediente de base es el pan (pão), producto tradicional de la comarca del Alentejo (antes llamada el celeiro de Portugal, debido en gran parte a la producción de cereales, que a lo largo de los años ha decaído bastante). La carne empleada en los ingredientes es fundamentalmente de cerdo, otro producto regional de gran tradición. Se considera que es un plato de otoño e invierno con abundante aporte calórico. Comparten cierta semejanza con sus vecinas, las Migas extremeñas

## Características
El pan empleado en este plato tiene las características especiales del pan tradicional del Alentejo, según parece es de textura fuerte y rígida. La carne de cerdo empleada suele estar mezclada entre costillas y carne magra, toda ella en salazón y suele dejarse en remojo el día antes de su elaboración. 
El método de cocinado es muy sencillo, se fríen las carnes con tocino y ajo, cuando debido a la fritura están doradas se deja en la sartén la grasa y se añaden las migas de pan para que se frían un rato. Se sirve todo ello en una fuente y se reparte entre los comensales.